# Sybold van Ravesteyn
Sybold van Ravesteyn, geboren als Sijbold van Ravesteijn (Rotterdam, 18 februari 1889 – Laren (Noord-Holland), 23 november 1983) was een Nederlands architect.

## Leven en werk
Sybold van Ravesteyn had een grote kennis van gewapend beton. In het begin leek hij een aanhanger van het nieuwe bouwen, maar al vroeg experimenteerde hij met barokke krullen en andere ronde vormen.
In 1921 werd hij architect voor de Nederlandse Spoorwegen. Zijn eerste eigen ontwerp waren een goederenloods en kantoren in Arnhem (1924). 
In Utrecht ontwierp Van Ravesteyn rond 1932 aan de Prins Hendriklaan 112 een huis voor zichzelf en zijn gezin dat nog gebaseerd was op het nieuwe bouwen. Hij woonde en werkte vanaf de oplevering tot 1981 in dit huis. Het is sinds 1996 eigendom van de Vereniging Hendrick de Keyser en is sinds september 2019 als Huis Van Ravesteyn opengesteld voor het publiek.
Na een reis naar Rome begon hij van het modernisme af te wijken door ornamenten en decoraties in zijn ontwerpen te gaan gebruiken. 
In 1938 ontwierp hij een neobarokke uitbreiding voor de schouwburg Kunstmin in Dordrecht. Ook gebouw De Holland aan de Burgemeester de Raadtsingel in Dordrecht werd door hem getekend. Een ander beroemd ontwerp van Van Ravesteyn is Diergaarde Blijdorp in Rotterdam (bouwjaar 1939-1941). Hij is een van de weinige architecten ter wereld die een gehele dierentuin naar eigen inzicht heeft mogen ontwerpen.

Sybold van Ravesteyn achter zijn bureau, zittend op zijn eigen ontworpen stoel

Van Ravesteyn heeft door heel Nederland voor de Nederlandse Spoorwegen stations en seinhuizen ontworpen. Een groot aantal hiervan, waaronder het voormalige gebouw van Station Rotterdam Centraal (1957) en de stationsgebouwen van de Rotterdamse stations Blaak, Hofplein en Zuid, alsmede Utrecht Centraal en 's-Hertogenbosch, zijn inmiddels weer gesloopt. Dicht bij het station van Maastricht staat een gerestaureerd seinhuisje van Van Ravesteyn. Ook het station Rotterdam Noord en het gesloten station Rotterdam Bergweg zijn nog aanwezig. Voorts zijn er nog stationsgebouwen van Van Ravesteyn te zien in Roosendaal (1949), Hoek van Holland Haven (1950), Vlissingen (1950) en Nijmegen (1954).
Tussen 1947 en 1963 ontwierp Van Ravesteyn verder een twintigtal betonnen Purfina-tankstations voor Petrofina. Een gaaf bewaard exemplaar staat in Glanerbrug, langs de weg Enschede - Gronau. In 2017 heeft het de status van rijksmonument gekregen.
Van Ravesteyn was naast architect ook meubel- en interieurontwerper. Een bewijs voor zijn internationale roem vormt het feit dat hij in 1925 een ruimte in de villa Noailles in het Zuid-Franse Hyères van een van de destijds grootste Franse architecten, Robert Mallet-Stevens, mocht ontwerpen. Voor De Gemeenschap ontwierp hij onder meer de boekband Zuid Zuid West.
Van Ravesteyn overleed in 1983 in het Rosa Spier Huis te Laren.

## Galerij

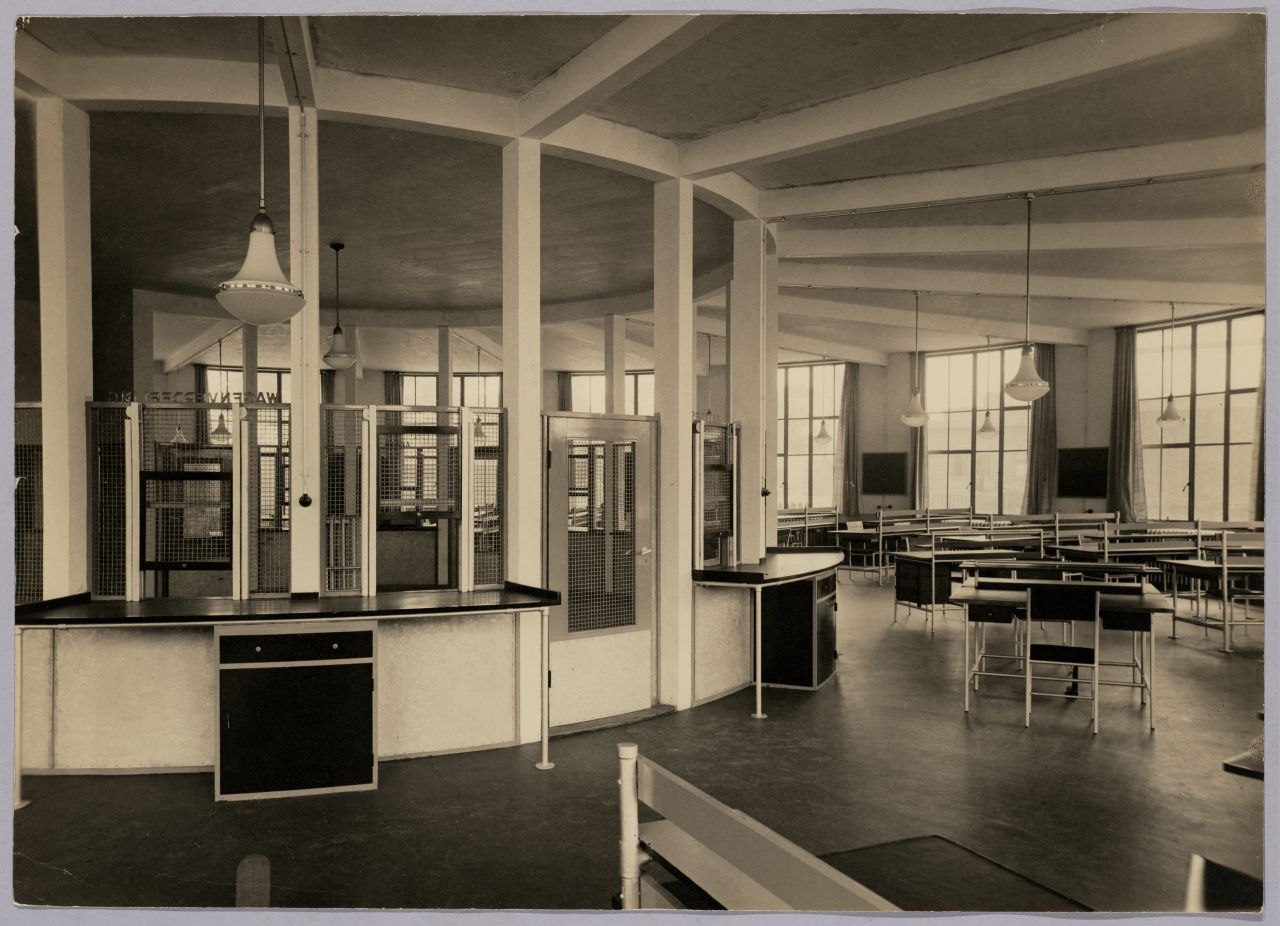
Goederenkantoor Nederlandse Spoorwegen (1927)
Het huis in Utrecht waar Van Ravesteyn in gewoond heeft is door hemzelf ontworpen (1931)
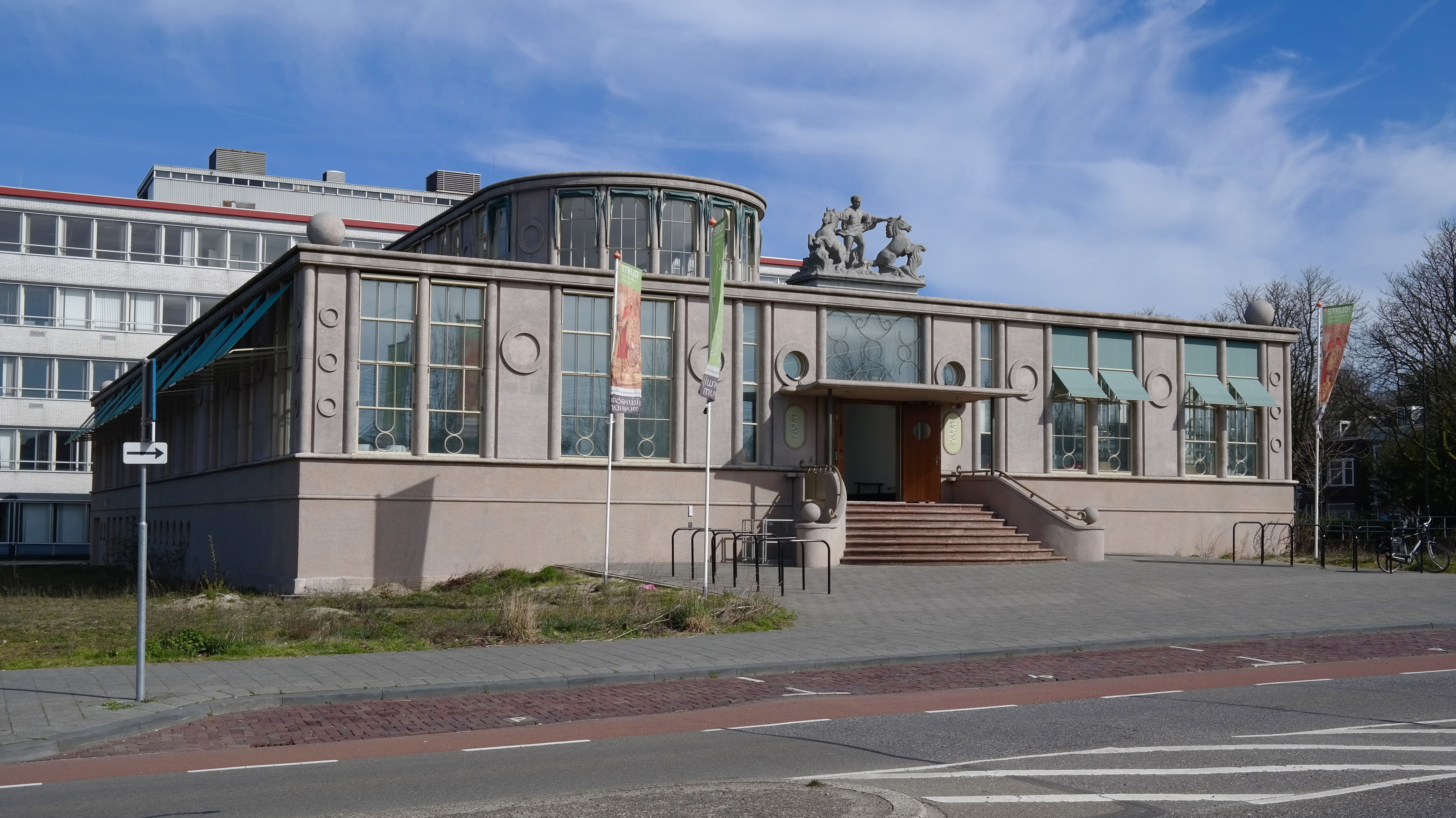
'De Holland' in Dordrecht (1939)
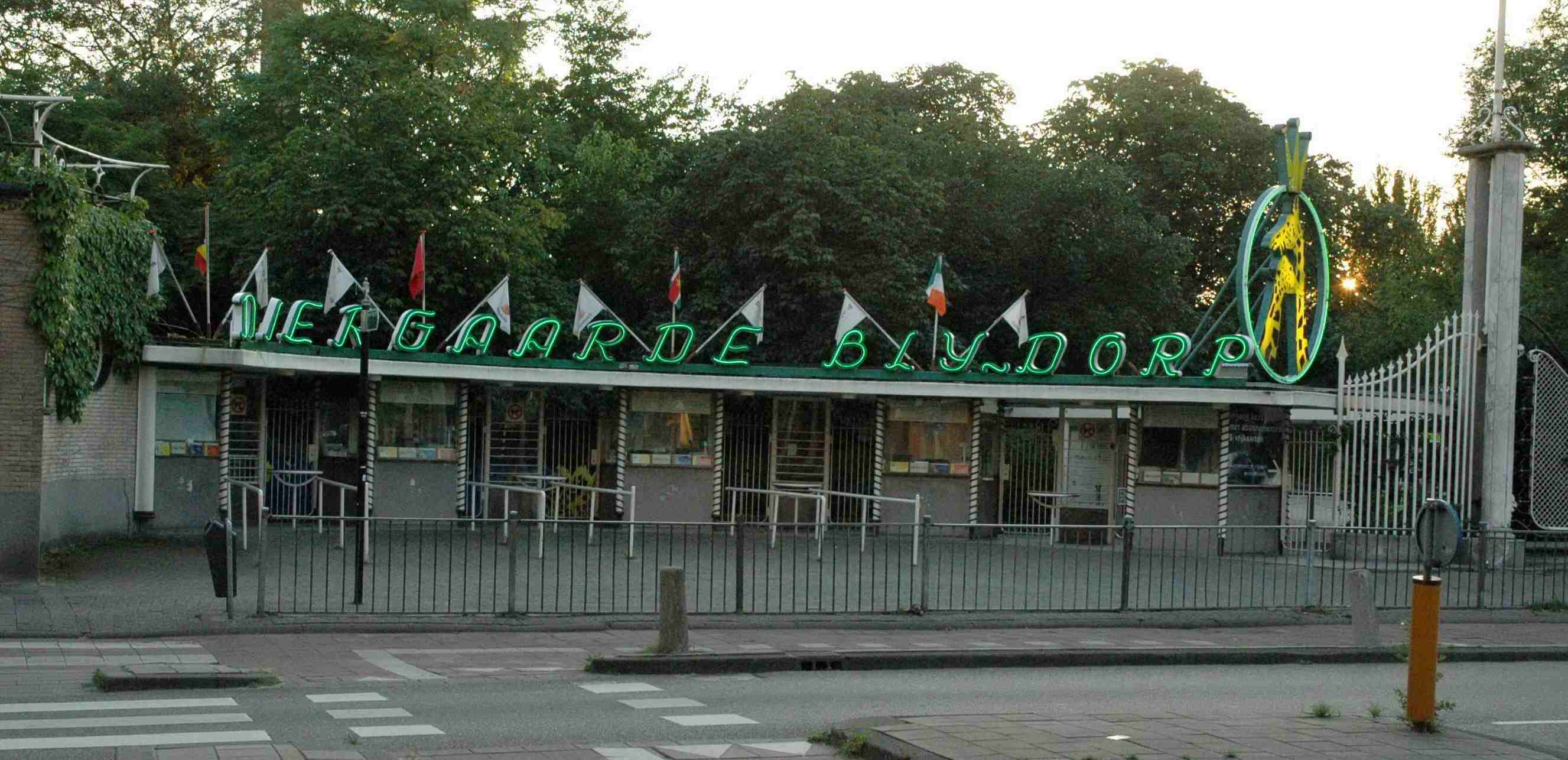
Diergaarde Blijdorp in Rotterdam (1939-1941)
Seinhuis in Maastricht
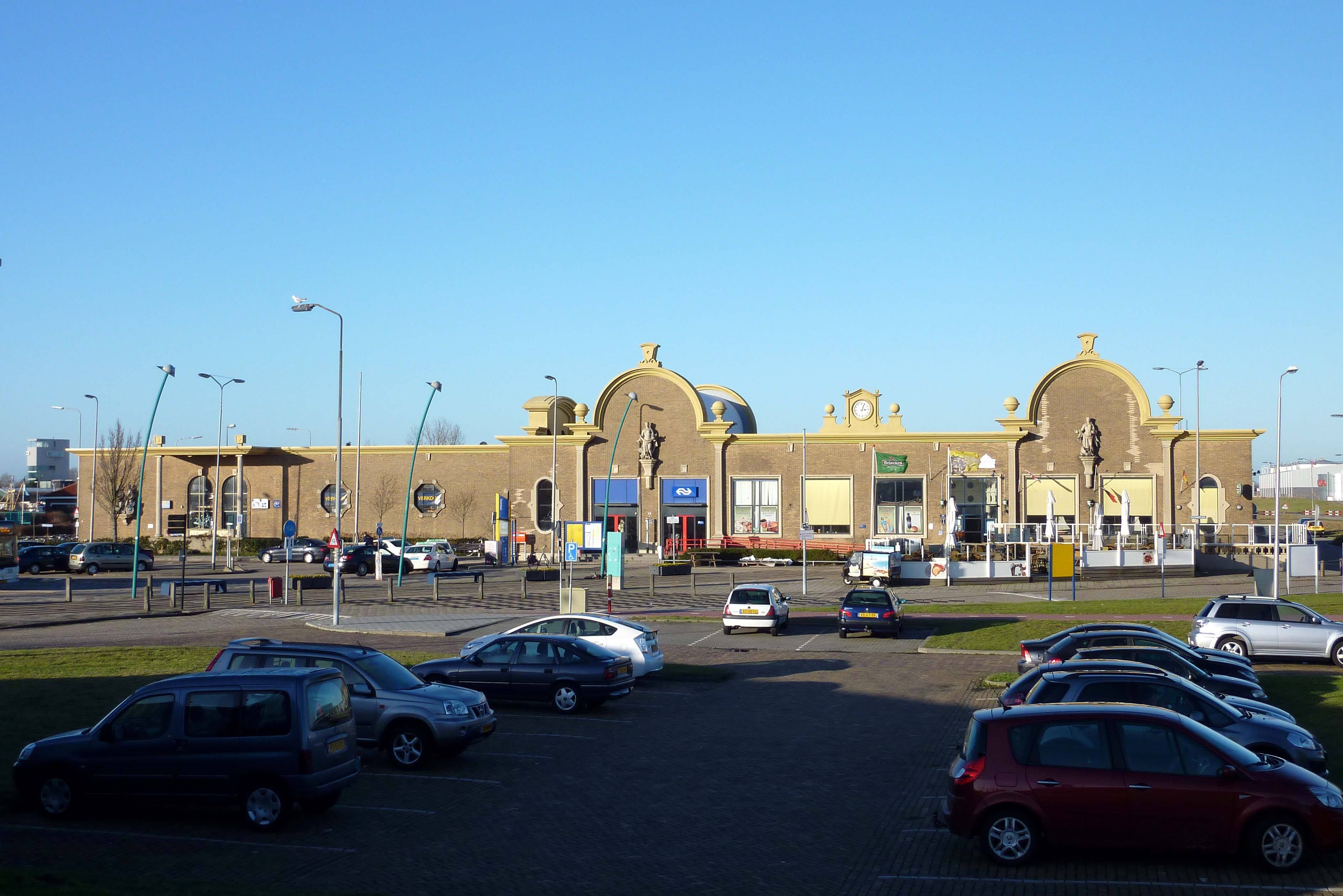
Station Vlissingen voorzijde (1950)
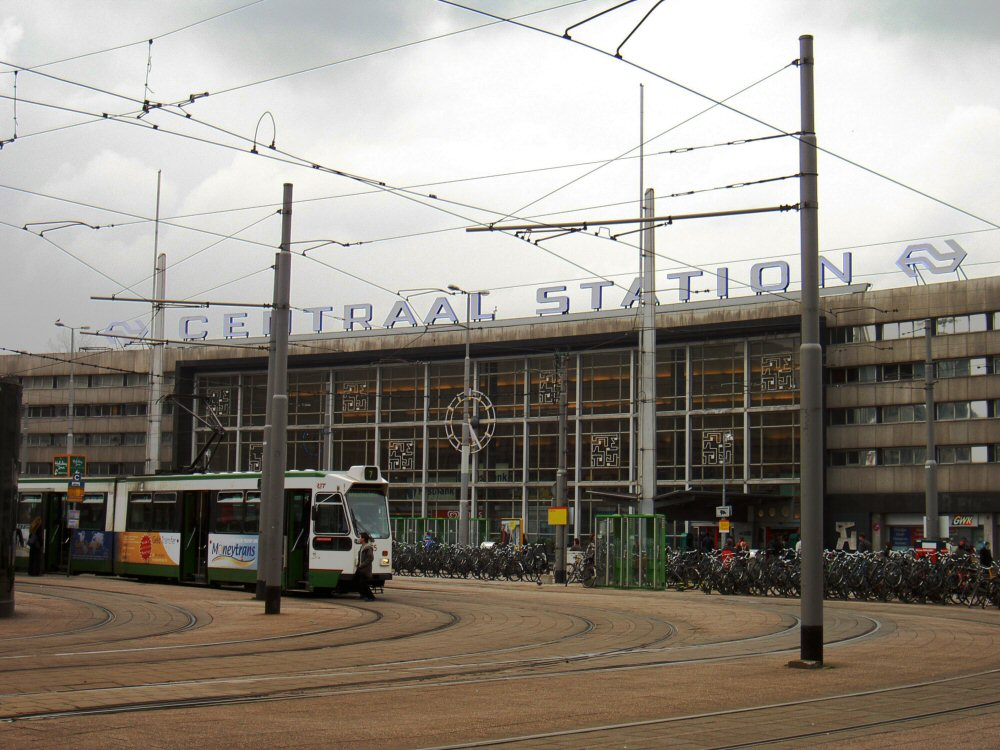
Van Ravesteyn ontwierp het inmiddels vervangen station Rotterdam Centraal (beeld uit 2005)